# Pedro Daza
Pedro Daza Valenzuela (Santiago, 4 de marzo de 1925-ibíd, 8 de octubre de 2005) fue un abogado, diplomático y político chileno, masón y miembro del Partido Radical (PR) y luego de Renovación Nacional (RN). 
Durante el gobierno de Jorge Alessandri se desempeñó como subsecretario de Relaciones Exteriores. Luego fue embajador de Chile en Suiza, Bolivia, Venezuela, Argentina, Uruguay, la OEA y la ONU, bajo la dictadura de Augusto Pinochet.

## Biografía
Hijo de Pedro Daza y Berta Valenzuela, estuvo casado con Carmen Narbona, con quien tuvo cinco hijos; José Luis, Pedro, Loreto, Carmen Paz y Paula Daza. 
Realizó sus estudios en el Instituto Nacional General José Miguel Carrera y posteriormente se tituló de abogado de la Universidad de Chile, además obtuvo un doctorado en Derecho y Ciencias Sociales de la Universidad de la República (Uruguay, 1951).

### Trayectoria
Ingresó a trabajar en el Ministerio de Relaciones Exteriores (MINREL) en 1945, iniciando así una carrera diplomática que lo llevó a ser subsecretario de la cartera en 1962, durante el gobierno del presidente Jorge Alessandri, donde debió afrontar desafíos como el rompimiento de relaciones con Bolivia, los esfuerzos de integración regional impulsados en América Latina y la reestructuración de la Cancillería.
Posteriormente fue embajador ante la Asociación Latinoamericana de Libre Comercio (ALALC) durante las presidencias de Eduardo Frei Montalva y Salvador Allende.
Durante la dictadura del general Augusto Pinochet, Daza ejerció como director económico y director general en el MINREL entre los años 1974 y 1976 y, como embajador de su país en Ginebra (Suiza, Venezuela y Bolivia, además fue representante de Chile en la Organización de Estados Americanos y en la Organización de las Naciones Unidas.
Daza fue uno de los gestores del llamado Abrazo de Charaña, que reunió a los generales Hugo Bánzer de Bolivia y a Pinochet, y que marcó el inicio de negociaciones para darle una salida al mar al vecino país, pero que fracasaron por la oposición de Perú. El fracaso en las negociaciones llevó a Bolivia a romper sus vínculos diplomáticos con Chile en 1978. Desde entonces, sólo hay relaciones a nivel consular.
Políticamente fue miembro del Partido Radical, y posteriormente se desempeñó como vicepresidente del partido de centroderecha Renovación Nacional. También fue director del Instituto Libertad.

## Obras
- Daza Valenzuela, Pedro. Esquema de los Tratados de Comercio celebrados entre Chile y la República Argentina (1951).[11]